# Erbray

Localització d'Erbray

Erbray (en bretó Ervoreg) és un municipi francès, situat a la regió de país del Loira, al departament de Loira Atlàntic, que històricament va formar part de la Bretanya. L'any 2006 tenia 2.695 habitants. Limita amb Soudan, Juigné-des-Moutiers, Saint-Julien-de-Vouvantes, Petit-Auverné, Moisdon-la-Rivière, Louisfert i Châteaubriant.

## Demografia
| 1962                                       | 1968  | 1975  | 1982  | 1990  | 1999  |
| ------------------------------------------ | ----- | ----- | ----- | ----- | ----- |
| 1.766                                      | 1.808 | 1.885 | 2.152 | 2.392 | 2.351 |
| Des de 1962: població sense dobles comptes |       |       |       |       |       |

## Administració
| Període   | Identitat         | Partit |
| --------- | ----------------- | ------ |
| 2001-2008 | Jean Poulain      |        |
| 2008-     | Jean Pierre Juhel |        |